# Saint-Étienne-Estréchoux
Saint-Étienne-Estréchoux là một xã thuộc tỉnh Hérault trong vùng Occitanie phía nam nước Pháp.